# Agulla adnixa
Agulla (Glavia) adnixa is een kameelhalsvliegensoort uit de familie van de Raphidiidae. De soort komt voor in het Nearctisch gebied.
Agulla (Glavia) adnixa werd voor het eerst wetenschappelijk beschreven door Hagen in 1861.